# Trigonal geometri

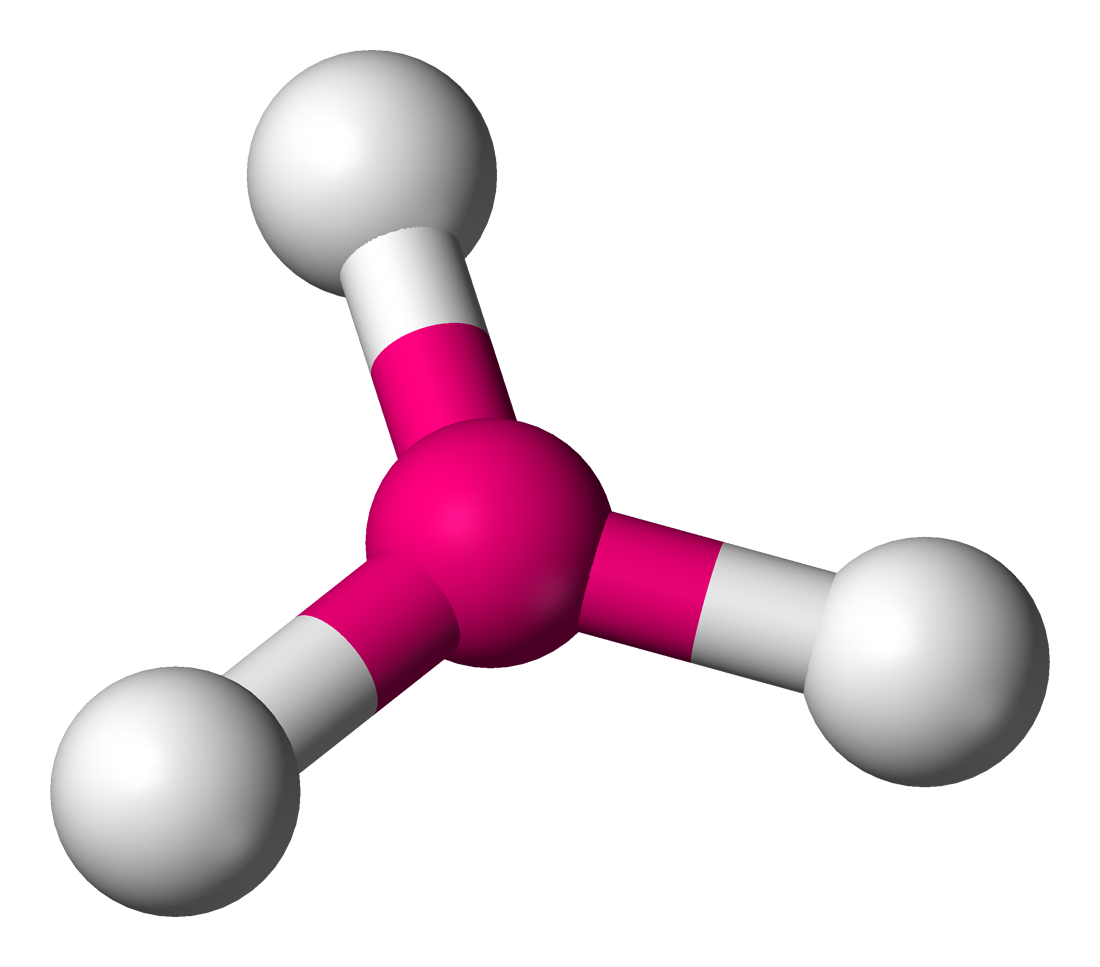
En generaliserad struktur med centralatomen i rosa.

Trigonal geometri är en molekylär geometri med koordinationstalet 3. I idealfallet kan en plantrigonal molekyl skrivas som AX3, där A ofta är sp2-hybridiserad och samtliga X identiska. I en sådan molekyl är bindningsvinklarna 120° och det elektriska dipolmomentet är 0, eftersom molekylen är fullständigt symmetrisk. Exempel på plantrigonala molekyler/joner är bortrifluorid BF3, karbonatjonen CO32- och nitratjonen NO3-. I fall som avviker från idealfallet, där alla X inte är identiska, finns alkener, karbonylföreningar med mera, exempelvis formaldehyd CH2O och kolsyra H2CO3. Dessa molekyler avviker från dipolmomentet 0 och bindningsvinkeln 120°.